# Dominique de Williencourt
Dominique de Williencourt   (Lilla, 11 de desembre de 1959) és un violoncel·lista i compositor francès, nascut a Lille el 1959.
El 8 de desembre de 2013 va actuar, amb la soprano Caroline Dumas i amb el baríton Mourad Amirkhanian, a la sala Gaveau de París, en un recital titulat "Merci la France! És Armènia la que recorda - 25 anys després...El terratrèmol a Armènia".

## Obres
- Abraham i Isaac, opus 7, per a baríton, flauta travessera i orquestra de corda. Representat per primera vegada al Théâtre des Champs-Elysées, París, febrer de 2007
- Etchmiadzin i Mount Ararat, Opus 3, per a violoncel. Es basa en temes armenis. Per encàrrec de Rencontres Musicales a Lorena, interpretat per primera vegada el juliol de 1998.
- Edgédé, La duna cantant, opus 4, per a flauta travessera. Edgédé significa "duna" en Touareg. Es va representar per primera vegada al Théâtre Marigny, París, novembre de 2002.
- Dharamsala, la muntanya de les espècies, opus 2, per a octet de violoncel. La peça és en homenatge als tibetans que van ser tractats a l’hospital de Dharamsala que porta la inscripció TSV: Torture Survivor Victims. Representat per primera vegada a la catedral de Notre Dame de Paris, per 200 violoncels, el desembre de 1999.
- Beer-sheba, opus 5, per a violoncel i orquestra de corda. Encàrrec de l'Orquestra de Cambra de Vílnius per celebrar l'adhesió de Lituània a la Unió Europea. Per a flauta, viola, violoncel i orquestra de corda, per encàrrec de l’Institut de França, el 2005.
- Le Fou de Yalta per a soprano i piano.